# محوطه سویوخ بولاغ
محوطه سویوخ بولاغ مربوط به عصر آهن است و در شهرستان ابهر، بخش مرکزی، دهستان دولت‌آباد، روستای ینگه کند واقع شده و این اثر در تاریخ ۲۶ دی ۱۳۸۶ با شمارهٔ ثبت ۲۰۵۳۸ به‌عنوان یکی از آثار ملی ایران به ثبت رسیده‌است.